# Chris Raschka

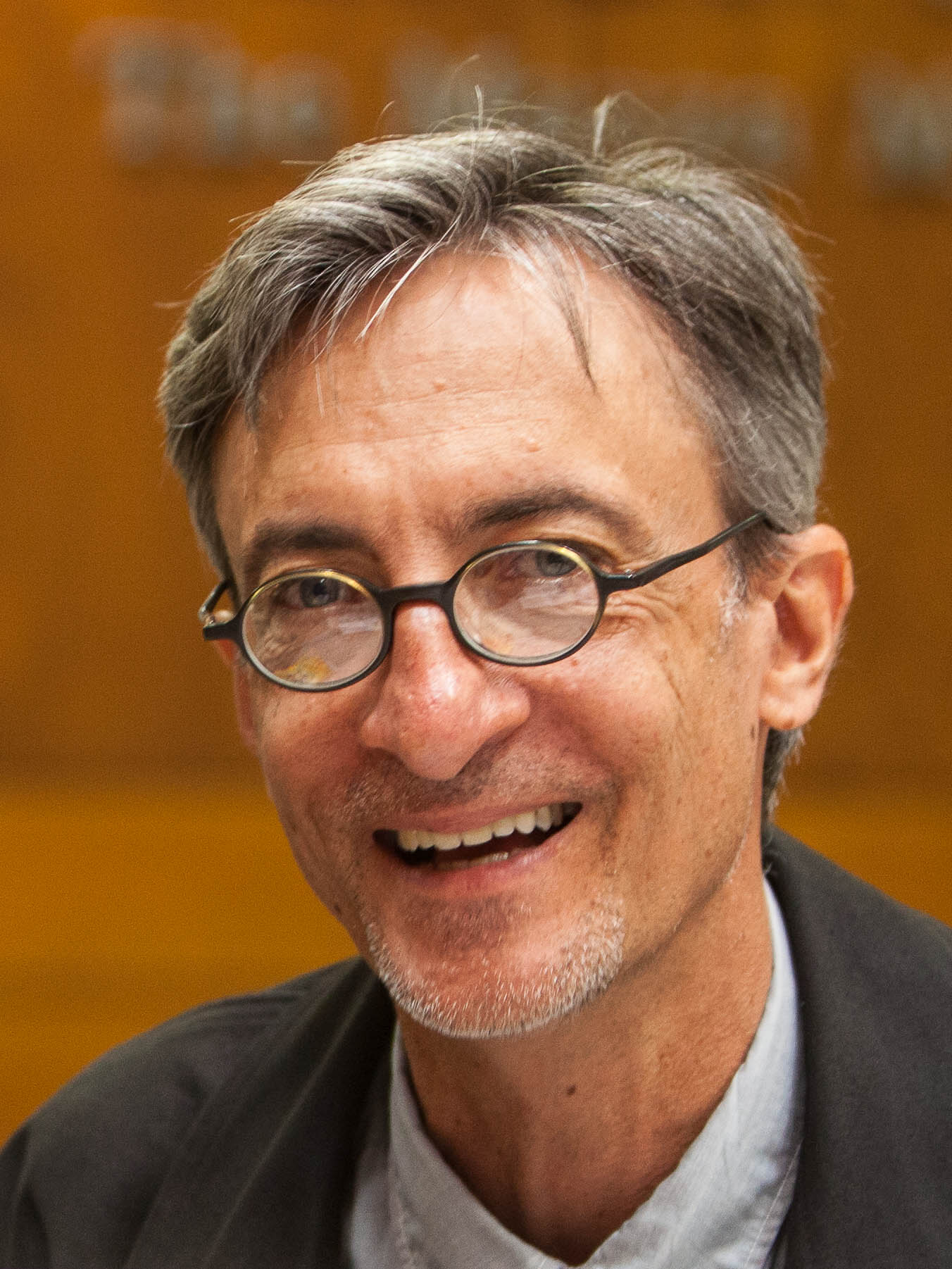
Chris Raschka (2013)

Christopher („Chris“) Raschka (* 6. März 1959 in Huntingdon, Pennsylvania) ist ein amerikanischer Illustrator und Autor, der zur amerikanischen Kinderliteratur bedeutende Bilderbücher beigetragen hat. Für seine Illustrationen zu Norton Justers Buch The Hello Goodbye Window wurde Raschka 2006 mit dem angesehensten amerikanischen Preis für Bilderbücher, der Caldecott Medal, ausgezeichnet; eine weitere Caldecott Medal erhielt er 2012 für A Ball for Daisy.

## Leben und Werk
Chris Raschka wuchs in der Vorstadt von Chicago auf, verbrachte einen Teil seiner Kindheit aber im Geburtsland seiner Mutter, Österreich. Nach dem Schulabschluss absolvierte er ein Studium am St. Olaf College in Northfield, Minnesota, das er 1981 mit dem Bachelorgrad im Fach Biologie abschloss. 1981–1982 arbeitete er als Praktikant an einer pädiatrischen orthopädischen Klinik in Deutschland. In den folgenden Jahren verdiente er sein Geld mit verschiedenen Jobs an wechselnden Orten, u. a. auf den Amerikanischen Jungferninseln. Als Bratschist gehörte er zeitweilig dem Ann Arbor Symphony Orchestra (Ann Arbor, Michigan) und dem Flint Symphony Orchestra (Flint, Michigan) an, musste diese Karriere aufgrund einer Sehnenscheidenentzündung aber aufgeben. Auch seinen ursprünglichen Plan, Medizin zu studieren, ließ er 1986 fallen, um das Illustrieren zu seinem Beruf zu machen.
1992 publizierte Raschka bei Orchard Books, einem Imprint der Hachette-Gruppe, sein erstes Bilderbuch: Charlie Parker Played Be Bop. Das Buch wies bereits alle Merkmale auf, die auch für viele seiner folgenden Arbeiten charakteristisch wurden: Die mit Wachsmalstiften und Wasserfarben eher zurückhaltend gestalteten Bilder begleiten Texte, die oft scheinbar Nonsens enthalten, aber zu voller Poesie aufleben, sobald sie in rhythmischem Sprechgesang laut vorgelesen werden. Bei diesem Erstling diente die rhythmische Sprache überdies als Werkzeug, um Kindern einen unmittelbaren, sinnlich erfassbaren Eindruck von Charlie Parkers Musikkonzeption zu geben.
Sein im folgenden Jahr, 1993, veröffentlichtes Buch Yo! Yes?, das von Einsamkeit und Freundschaft handelt, brachte Raschka eine Caldecott Honor Recognition ein. 2005 publizierte er gemeinsam mit Norton Juster, der die Texte beigetragen hatte, das Buch The Hello, Goodbye Window, das mit Sensibilität für kindliche Wahrnehmung und kindliches Erleben die Geschichte eines kleinen Mädchens erzählt, das seine Großeltern besucht. Die Association for Library Service to Children zeichnete das Buch 2006 mit ihrer Caldecott-Medaille aus.
2011 gestaltete Raschka erstmals ein Bilderbuch ganz ohne Worte, A Ball for Daisy, die Geschichte eines weißen Hundes, der sein liebstes Spielzeug verliert, aber einen Freund findet. Für dieses Buch erhielt er zum zweiten Mal eine Caldecott-Medaille. Ebenfalls 2011 publizierte er erstmals ein Buch für ältere Kinder, Seriously, Norman! Der mit großem Sprachwitz geschriebene kleine Roman beschreibt aus der Perspektive eines 12-Jährigen den Wahnwitz der alltäglichen Erwachsenenwelt.
Raschka ist verheiratet und hat einen erwachsenen Sohn. Er lebt mit seiner Frau in New York City.

## Veröffentlichungen (Auswahl)
- 1992 – Charlie Parker Played Be Bop (Orchard Books)
- 1993 – Yo! Yes? (Orchard Books)

- deutsch: Hey! Ja? (Hanser, 1997)

- 1994 – Elizabeth Imagined an Iceberg (Orchard Books)
- 1995 – Can’t Sleep (Orchard Books)
- 1995 – The Blushful Hippopotamus (Orchard Books)
- 1997 – Mysterious Thelonious (Orchard Books)

- deutsch: Geheimnisvoller Theolonius (Sanssouci, 1999)

- 1998 – Arlene Sardine (Orchard Books)
- 1999 – Like Likes Like (DK Publishing)
- 1999 – mit Dorothee Kreusch-Jacob: Kids! (Patmos, Düsseldorf)
- 2000 – Ring! Yo? (DK Publishing)
- 2002 – John Coltrane's Giant Steps (Atheneum/Richard Jackson Books)
- 2001 – Waffle (Atheneum)
- 2005 – mit Norton Juster (Autor): The Hello Goodbye Window (Michael Di Capua Books)
- 2005 – A Poke in the I: A Collection of Concrete Poems (mit Paul B. Janeczko; Candlewick)
- 2006 – Five for a Little One (Atheneum)
- 2008 – Peter and the Wolf (Atheneum)
- 2009 – A Kick in the Head: An Everyday Guide to Poetic Forms (mit Paul B. Janeczko; Candlewick)
- 2011 – Good Sports: Rhymes about Running, Jumping, Throwing, and More (mit Jack Prelutzky; Dragonfly Books)
- 2011 – A Ball for Daisy (Schwartz & Wade Books)
- 2011 – Seriously, Norman! (Scholastic)
- 2013 – Everyone Can Learn to Ride a Bicycle (Schwartz & Wade Books)
- 2017 – Skin Agrain (mit Bell Hooks; Jump At The Sun)

## Auszeichnungen (Auswahl)
- 1992 – Bestes Buch des Jahres (Publisher’s Weekly), für Charlie Parker Played Be Bop
- 1992 – Notable Children’s Book (American Library Association), für Charlie Parker Played Be Bop
- 1992 – Pick of the Lists (American Booksellers Association), für Charlie Parker Played Be Bop
- 1994 – Caldecott Honor Book Award, für Yo! Yes?
- 1994 – Unicef-Ezra Jack Keats Award, für Yo! Yes?
- 2005 – Nominierung für den Boston Globe/Horn Book Award, für The Hello, Goodbye Window
- 2006 – Caldecott Medal, für The Hello, Goodbye Window
- 2011 – Parent’s Choice Award, für Seriously, Norman![3]
- 2012 – Caldecott Medal, für A Ball for Daisy